# Malîi Hvizdeț, Colomeea
Malîi Hvizdeț (în ucraineană Малий Гвіздець) este un sat în comuna Starîi Hvizdeț din raionul Colomeea, regiunea Ivano-Frankivsk, Ucraina.

## Demografie
Componența lingvistică a localității Malîi Hvizdeț
     Ucraineană (99,91%)
Conform recensământului din 2001, majoritatea populației localității Malîi Hvizdeț era vorbitoare de ucraineană (99,91%), existând în minoritate și vorbitori de alte limbi.